# Malthinus frontalis
Malthinus frontalis är en skalbaggsart som först beskrevs av Thomas Marsham 1802.  Malthinus frontalis ingår i släktet Malthinus, och familjen flugbaggar. Arten är reproducerande i Sverige.